# Löberfeld-Kaserne
Die Löberfeld-Kaserne in der Thüringer Landeshauptstadt Erfurt im Stadtteil Löbervorstadt wurde in den 1930er Jahren errichtet und von der Wehrmacht, der Nationalen Volksarmee und der Bundeswehr genutzt.

## Geschichte
Die Löberfeld-Kaserne wurde ab 1934 gebaut. Zum 1. Oktober 1935 zogen der Stab und die II. Abteilung des Panzerregiments 1 ein. Diese Einheit war zuvor in Ohrdruf neu aufgestellt worden und verwendete die Tarnbezeichnung Kraftfahr-Lehrkommando II. Während des Krieges, das Panzerregiment fand an der Front Verwendung, wurde die Kaserne von anderen Abteilungen genutzt.
Mit Kriegsende zogen verschiedene sowjetische Dienststellen in die Gebäude ein, unter anderem auch der NKWD. Die sowjetische Nutzung endete 1948. Kurze Zeit wurde das Gelände von der Technischen Hochschule zivil genutzt, bevor die Volkspolizei-Bereitschaft Erfurt in die Kaserne einzog.
Ab 1956 übernahm die NVA die Kaserne. Sie diente als Standortkaserne für verschiedene Einheiten und erhielt den Namen Wilhelm-Liebknecht-Kaserne.
Mit der Wiedervereinigung übernahm die Bundeswehr die Kaserne und nutzt sie bis heute als Löberfeld-Kaserne, u. a. für das Logistikkommando der Bundeswehr.

## Aktuelle Einheiten
- Logistikkommando der Bundeswehr (SKB)
- Luftwaffenmusikkorps Erfurt (SKB)
- Karrierecenter der Bundeswehr Erfurt (P)
- weitere kleine Dienststellen

## Ehemalige Einheiten
Folgende Einheiten der Bundeswehr waren in der Kaserne stationiert:
- Wehrbereichskommando III (SKB) (2001–2013)
- Panzerbrigade 39 „Thüringen“ (H) (1995–2001)
- Heimatschutzbrigade 39 „Thüringen“ (H) (1991–1994)

- Heimatschutzbataillon 43 (na) (SKB) (1993–2007)
- Instandsetzungsbataillon 131 (H) (1994–2003)
- Instandsetzungsbataillon 701 (H) (1991–1994)

- 3./Feldjägerbataillon 351 (SKB) (2002–2014)
- 3./Feldjägerbataillon 701 (H) (1991–2002)
- Fernmeldesektor 701 (L) (2000–2009)
- Fernmeldesystemabschnitt der Bundeswehr 701 (L) (1994–2001)

- Wehrbereichsmusikkorps III (2001–2015)
- Heeresmusikkorps 13 (H) (1994–2001)
- Heeresmusikkorps 70 (H) (1991–1994)